# Idée d'une histoire universelle au point de vue cosmopolitique
Idée d'une histoire universelle au point de vue cosmopolitique (Titre original : Entwurf zu einer allgemeinen Geschichte in weltbürgerlicher Absicht) est un bref essai philosophique d'Emmanuel Kant publié en 1784.

## Contexte
Le XVIIIe siècle voit la publication de plusieurs œuvres présentant l'Histoire d'un point de vue philosophique. Voltaire publie en 1765 la Philosophie de l'Histoire, où il se dresse contre la conception de Jacques-Bénigne Bossuet selon laquelle l'Histoire est un théâtre de l'intervention divine.
Kant publie son article en 1784. Il s'inscrit dans le mouvement des Lumières, et, plus précisément, dans l'ensemble de l’œuvre kantienne, qui cherche à répondre à trois questions essentielles : Que puis-je savoir ? Que dois-je faire ? Que puis-je espérer?

## Présentation de l'œuvre

### Titre
Le titre de l’œuvre présente une équivoque qui concerne le terme de « point de vue », traduit de l'allemand « Absicht ». Ce dernier signifie autant la vision que la visée, c'est-à-dire la finalité. La perspective du cosmopolitisme contient donc une finalité.

### Problématique générale
Kant part du constat que l'histoire humaine est le théâtre d'une succession d’événements divers (guerres, épidémies, conquêtes, catastrophes naturelles, découvertes scientifiques, évolutions artistiques..., mais aussi des événements qui appartiennent à chaque individu : mariages, naissances, études, profession, discussion avec autrui, menu du repas…), qui semblent n'avoir aucun sens. 
Le philosophe se demande si l’histoire humaine n’est qu’une succession chaotique d’événements (si l’humanité patauge sur-place sans une quelconque évolution), ou s’il est possible de l’envisager comme un récit qui a un sens, qui suit un fil conducteur. Peut-on déceler un progrès parmi ces événements d’apparence chaotique ? Faut-il considérer l’histoire comme la réalisation d’un dessein caché ? S’agit-il là d’une bonne hypothèse méthodologique pour l’historien ? En somme: l’histoire a-t-elle un sens ?

### Enjeux
Si l'histoire a bien un sens, la perspective d’une évolution, voire d’un progrès de l’homme, rend possible un optimisme contre ceux qui ne voient dans l’histoire qu'un témoignage répétitif de la misère humaine. Si au contraire nous ne trouvons pas de continuité, l’histoire ne peut être considérée comme un tout et nous aurions une diversité d’histoires séparées.
Kant présente, dans l'Idée, comment il est possible (de quels présupposés on a besoin) de se faire une idée d'une histoire universelle d’un point de vue cosmopolitique.

## Structure de l’œuvre

### Introduction
Kant entame le préambule par l'affirmation d'une thèse générale : « les actions humaines sont déterminées conformément aux lois universelles de la nature, aussi bien que n'importe quel autre événement de la nature », peu importe notre croyance en le libre arbitre. 
Le philosophe explique que l'histoire « laisse [...] espérer, quand on considère en gros le jeu de la liberté du vouloir humain, que l'on puisse y découvrir un fonctionnement régulier ». Comprendre la micro-histoire ne permet pas de saisir l'histoire, car celle-ci « pourra cependant être reconnu[e], au niveau de l'espèce entière, comme un déploiement continu, progressif, quoique lent, des dispositions originelles de cette espèce ». 
La première difficulté que l’on rencontre lorsqu'on s'interroge sur le devenir historique est que l'on s'intéresse à des êtres libres. Dégager des lois concernant les actions humaines est donc difficile, mais néanmoins possible. L'auteur remarque que certains phénomènes qui semblent être le fruit de la contingence répondent en réalité à des lois : « parce que la libre volonté des hommes a une grande influence sur eux [...] les mariages, les naissances qui en résultent, les décès, semblent n'être soumis à aucune règle, d'après laquelle on pourrait déterminer d'avance leur nombre par le calcul ; et pourtant, les tables que l'on dresse chaque année dans les grands pays prouvent qu'ils se produisent tout aussi bien selon des lois naturelles constantes que les phénomènes météorologiques ».
Kant réfute l'idée selon laquelle les humains se seraient consciemment accordés pour mener à bien un projet. C'est par leurs actions privées et indépendantes qu'« ils suivent comme un fil directeur, sans s'en apercevoir, l'intention de la nature, qui leur est inconnue, et qui, même s'ils en avaient connaissance, leur importerait cependant peu ». Autrement dit, « il ne paraît pas qu'une histoire conforme à un plan (comme c'est le cas chez les abeilles et les castors) soit possible pour [les hommes] ». Il y a une finalité de l'histoire, mais elle n'est pas un plan conscient.
L'histoire est cependant une tragédie, un spectacle d’atrocités ; d’où vient ce désordre ? Pourquoi les hommes ne forment-ils pas une société ordonnée et pacifique comme font les abeilles ? C’est parce que l’homme n’est ni simplement un animal (pulsionnel et instinctif), ni simplement un être raisonnable (purement rationnel). Cette dualité pose donc problème car elle nous empêche de penser un sens de l’histoire. Il faut donc prendre du recul et envisager le sens de l’histoire comme étant un dessein non des hommes mais de la nature ou plutôt de leur nature. 
Le philosophe achève son préambule en écrivant ce que le philosophe peut faire pour comprendre l'Histoire : s'il n'y a aucun plan conscient chez les humains, il a « la possibilité d'essayer de découvrir un dessein de la nature dans le cours insensé des choses humaines ; de telle façon que, de ces créatures qui agissent sans plan propre, soit pourtant possible une histoire selon un plan déterminé de la nature ». Il se trouve alors dans la même position que Johannes Kepler, qui a découvert des lois là où l'on ne voyait que des « trajectoires excentriques des planètes ».

### Première proposition
Pour se faire une Idée d'une histoire universelle de l’homme, il faut en appeler à ce qui est universellement partagé par chacun d’entre nous : notre nature humaine. On doit nécessairement considérer que tout, dans la nature, est constitué dans un but. Sans ce présupposé, on ne peut penser l’histoire comme étant en marche vers quelque chose. 
La thèse de Kant se base donc sur une approche biologique. Que la nature soit constituée dans un but est un principe qui s’observe selon lui en sciences de la vie : chaque partie ou organe des animaux est utile à quelque chose. Ce principe téléologique est une loi que nous plaquons sur la nature pour que la raison puisse la penser. Sans lui, la nature semblerait œuvrer au hasard et on ne pourrait plus la penser : « le hasard désolant détrône[rait] le fil directeur de la raison ».
Cette thèse sur l'histoire ne concerne pas que le passé de l'homme, mais aussi son futur, car « ces dispositions naturelles sont appelées à se développer « un jour » ». Toutes ces dispositions sont donc contenues depuis l'origine en puissance dans chaque unité biologique.

### Deuxième proposition
Kant propose que chez « l'homme [...] les dispositions naturelles, dont la destination est l'usage de la raison, devaient se développer seulement dans l'espèce, pas dans l'individu ». Le philosophe affirme que l'homme est un animal rationale (en), c'est-à-dire un animal pensant, doué de raison, et qu'il est le seul sur Terre. Il définit la raison comme « la faculté d'étendre les règles et les intentions de l'usage de toutes ses forces bien au-delà de l'instinct naturel et elle ne connaît aucune limite à ses projets ».
Le philosophe remarque cependant que la raison n'est pas instinctive, immédiate : elle nécessite des tentatives, des exercices, pour progresser. Pour qu'un humain apprenne à faire un usage entier de ses dispositions naturelles, il lui faudrait une vie bien plus longue que celle dont il dispose. Kant explique donc l'alternative : l'héritage des savoirs de génération en génération permet le perfectionnement de la raison. C'est dans l'espèce que l'homme développe ses dispositions naturelles. 
Enfin, l'homme doit s'autodéterminer avec ce que la nature lui a donné. Si la nature a prévu une fin pour tout ce qui existe, on doit contribuer à la mesure de nos capacités à la réalisation de l’humanité, à son développement. Puisque la nature n’existe pas pour rien, quelle est la fin la plus logique ? Utiliser au mieux ma raison pour rendre les autres plus capable d’être plus performant à utiliser leur raison.

### Troisième proposition
La nature humaine est double, car l'homme est à la fois un animal instinctif et un être doué de raison. Cette faculté lui est donnée par la nature. L’homme ne peut se contenter de suivre ses instincts, lesquels sont automatiques ; il doit suivre un objectif qu’il se donne à lui-même grâce à sa raison. L'instinct consiste à savoir et savoir-faire immédiatement, sans réflexion ni apprentissage. Pourquoi l’homme n’est-il pas un animal comme les autres ? Pourquoi la nature humaine est-elle double ? Pourquoi l’homme a-t-il une raison ?
La nature a donné peu de moyens aux hommes ; la main ne s’utilise pas instinctivement : il faut d’abord choisir un outil, le prendre, et ensuite apprendre à s’en servir. Ainsi l’homme doit travailler pour se perfectionner et ainsi acquérir une habilité et une technique. La main a ainsi une fonction de préhension universelle qui permettra à la raison de se développer. L'homme est perfectible.
Ainsi l’homme a tout le mérite de ce qu’il est devenu de telle sorte qu’à défaut de parvenir au bien-être, il peut prétendre à une estime raisonnable de soi. Il s’agit de l’idée agréable et complaisante que l’on se fait de soi-même. La jouissance et le bonheur de l’homme passent donc avant tout par le mérite, préambule à la moralité. On constate que les générations semblent toujours se sacrifier pour les générations suivantes. Leur satisfaction réside dans le mérite qu’elles en tirent.

### Quatrième proposition
Pour que l’homme développe toutes ses facultés, la nature humaine est constituée de telle sorte que d'un côté, les hommes sont sociables au point de s'associer pour former une société solidaire, d’un autre ils sont insociables au point d’être individualistes et égoïstes (chacun a la volonté de tout diriger dans son sens, d'être le chef). Il s'agit de l'insociable sociabilité.
L’homme rationnel prend conscience qu'on ne peut se passer les uns des autres et qu'il faut donc vivre en société ; mais cela uniquement pour des raisons égoïstes (par exemple, la productivité du travail est plus grande lorsqu'on collabore les uns avec les autres). Le contrat d’association est ainsi un accord « pathologiquement extorqué ». Il conduira l'homme à développer ses facultés sous l’impulsion de l'ambition, de l'instinct de domination ou de la cupidité. 
Kant espère que cet accord pourra se convertir en un tout moral, c’est-à-dire devenir la source des règles morales de la vie en société, qui seront d’abord respectées pour des raisons majoritairement égoïstes (sous la férule d'une institution arbitre), puis pour elles-mêmes. 

### Cinquième proposition
Le problème essentiel de l'espèce humaine réside dans la réalisation d'une société civile qui administrerait le droit de façon universelle. Or, l'équilibre des forces sociables et insociables qui garantit la société reste fragile, et toute force nouvelle peut la déstabiliser et la faire se fracturer. L'épanouissement des facultés naturelles des hommes ne se fait pleinement que si l'on dispose d’une grande liberté ; mais comme en même temps il faut vivre avec les autres, cette liberté ne sera pas infinie mais limitée par la liberté des autres. 
Comment réaliser de telles conditions ? Pour Kant, l'homme doit se donner une « organisation civile d’une équité parfaite » qui établira des lois garantissant la liberté de chacun ; c’est-à-dire un État. Ce n’est pas une arène dans laquelle tous combattent, mais une force publique qui l’emporte sur les forces particulières.
Mais pourquoi les hommes, qui aiment tant la liberté, se donneraient-ils des lois qui restreindraient leur liberté ? Pour Kant, dans l’état de nature règne l’anarchie : chacun agit comme il l’entend et cause les torts qu’il souhaite à son voisin. La convoitise, la jalousie, l’orgueil, etc., conduisent les hommes à se causer les pires maux. Tandis que dans une association civile où l’État fixe un cadre avec des lois, les hommes sont amenés à satisfaire ces passions d’une autre manière : par le développement de la culture, laquelle grandit l’homme. C’est l’analogie de l’arbre et de la forêt : un arbre au milieu de rien lance ses branches en toute liberté et pousse rabougri, tandis qu’un arbre dans une forêt doit, pour rivaliser avec les autres, pousser beau et droit. Ainsi le cadre donné par le droit rend l’homme droit et discipliné, ses talents sont bien meilleurs.

### Sixième proposition
Comment instituer un tel État ? Faire les lois qui garantissent la liberté de tous et les imposer à ceux dont la volonté égoïste est d’agir librement, c’est le rôle d’un maître. Quel sera ce maître et où va-t-on le trouver ? L’État est l’autorité souveraine titulaire abstraite du pouvoir. Mais pour légiférer et faire respecter le droit, il nécessite des hommes concrets. Ce maître sera donc un homme et non une abstraction tel qu'un dieu. 
Pour Kant, il faut des hommes pour commander aux hommes. Mais que l’on confie le pouvoir à un seul homme (comme dans une monarchie absolue), ou à plusieurs (à « une élite », comme en aristocratie ou en démocratie représentative), ce sont toujours des animaux égoïstes qui, sans maître au-dessus d’eux, abuseront de leur liberté. Voici donc l'aporie : « Le chef suprême doit être juste pour lui-même (ne pas abuser de sa liberté), et cependant être un homme. » L'homme est le seul animal qui ait besoin d’être éduqué ; mais s'il faut un homme pour élever un enfant, personne ne naît pédagogue : les hommes ne peuvent s'éduquer eux-mêmes. De même, il faut des lois pour qu'il y ait des hommes justes, et il faut des hommes justes pour qu'il y ait des lois.
Kant répond à cette aporie que si les hommes sont courbes par nature, on peut néanmoins dire qu’ils sont les uns pour les autres des tuteurs courbes, et dans la forêt sociale, ils tendent vers la rectitude, c’est pourquoi l’humanité ne réalisera jamais qu'une approximation d'elle-même. Il nous faut néanmoins nous rapprocher de l’idée de constitution parfaite. C’est une idée directrice, c’est-à-dire un objectif idéal qu’on sait inaccessible et qu’on se donne comme horizon. Kant précise que pour réaliser la meilleure constitution de cet État, il faudra des concepts exacts (une philosophie du droit pur), une grande expérience (des voyages pour voir comment le droit peut s’imposer quelles que soient les circonstances) et une bonne volonté (que les hommes soient capables d’être bons et vertueux par eux-mêmes et non par imposition).

### Septième proposition
À quoi bon échapper aux luttes entre les individus si c’est pour qu’ils se retrouvent broyés dans les guerres entre les États ? L'association des hommes exposée aux propositions 4, 5 et 6 est reprise mais cette fois-ci au niveau international, pour aboutir à la nécessité pour les nations, d'entrer dans une société (comme le proposait la Société des Nations) et d’élaborer un droit international. 
C’est une nécessité même en temps de paix car « Si vis pacem, para bellum » (Si tu veux la paix, prépare la guerre) : les préparatifs militaires, même simplement défensifs, coûtent cher et pèsent sur les peuples. Les États seront donc amenés à préférer la négociation au conflit armé. La diplomatie et les règles internationales sont ainsi l’ébauche d’une SDN. Si chaque État reconnaît un droit international et, par sa contribution, donne à une SDN la force qui permet de faire respecter ce droit, le plus faible sera assuré que le règlement des conflits suivra un principe de justice et non de force.
Kant revient sur la problématique fondamentale de l'Idée : comment se réalisera cette SDN, par hasard (concours épicurien des causes), hypothèse qui ne saurait nourrir notre espérance car elle admet que l’anarchie maléfique se répète dans l’histoire ; ou selon un plan régulier de la nature ? L’histoire des États (les guerres) a-t-elle un sens ? Va-t-elle vers la réalisation d’une SDN ? Tout l’opuscule est la réponse à cette question : nous avons besoin de ce jugement téléologique pour construire notre avenir et ne pas demeurer dans la stupidité des bergers d’Arcadie, ni tomber dans l'état dramatique de guerre perpétuelle.
Kant nous met en garde sur les apparences trompeuses, révélant par-là son réalisme : « Nous sommes civilisés au point d’en être accablés. […] Mais quant à nous considérer comme déjà moralisés, il s’en faut encore de beaucoup » : si la culture nous rend libres, elle ne suffit pas à nous rendre moralisés : un savant, que sa subtilité distingue d’un sauvage ignorant et fruste peut fort bien être malhonnête et criminel. Les mondanités et la bienséance publique habillent le jeu de la concurrence et des passions : les réussites techniques et l’accès au luxe, loin de calmer les passions, les excitent et nous poussent à désirer toujours davantage.

### Huitième proposition
On peut considérer que l’Histoire est le théâtre de la réalisation du plan caché de la nature : la création d’une constitution politique parfaite. Et cette considération qui promet un avenir meilleur n’est pas seulement théorique, mais pratique, car se faire l’idée d’une histoire qui aurait ce but, c’est se donner les moyens de mieux l’atteindre.
Kant cherche dans son siècle des indices de ce progrès pour confirmer son propos. Il ne prétend pas connaître l’avenir, mais sa démarche est comme celle du mathématicien qui, d’une petite portion de courbe extrapole la courbe entière. Il note d’abord l’interdépendance des États européens. Ensuite Kant voit naître les Lumières d’un essor économique, industriel et commercial : les États acceptent le libre-échange et la libre entreprise car les hommes, conduits par leurs désirs et leur avidité, contribuent à la production et à l’enrichissement national. Le libéralisme économique suppose alors la libre circulation des biens et des personnes, d’où il résulte (mécaniquement et non moralement) une libre circulation des idées, des sciences et des arts et tout ce qui contribue à la liberté politique. Ainsi, la guerre économique est plus profitable à tous que la guerre militaire, laquelle est très coûteuse ; et les États prenant conscience de cela, préparent un grand organisme futur cosmopolitique et universel (dont la SDN et de l’ONU sont au XXe siècle les proches réalisations).

### Neuvième proposition
Kant apporte une solution positive à sa question posée en introduction. On peut envisager l’histoire de façon universelle et lui attribuer un but : l’unification politique totale. Cette idée est même avantageuse pour ce dessein (cf. prop. 8). Envisager l’histoire philosophiquement, c’est dépasser les détails pour saisir un plan d’ensemble ; son intérêt n’est pas de prévoir l'avenir, mais de nous permettre d'espérer que l'histoire à venir sera plus belle que l’histoire passée. Il ne s’agit pas de remplacer l’histoire empirique étudiée par les historiens ; celle-ci est en effet importante dans la mesure où elle permet à chaque homme de comprendre sa tâche présente en sachant d’où il vient et pourquoi le monde est tel qu’il l’a trouvé. Enfin, imaginer ce que l’histoire retiendra de nous, c’est s'obliger à agir de façon respectable en conservant l'estime de soi.

### Conclusion
L'idée de progrès ne permet de comprendre l'histoire que parce qu'elle est l'idée d’un progrès indéfini : supposer l’histoire proche de sa fin anéantirait tout espoir. Il y a donc une fin à l’histoire au sens de but et non de terme. La penser, c’est concevoir l’idée d’un état dont nous devons toujours nous rapprocher sans jamais le croire atteint. Jamais l’être ne rejoint le devoir-être, ni le réel l'idéal.